# Jean-David Beauguel

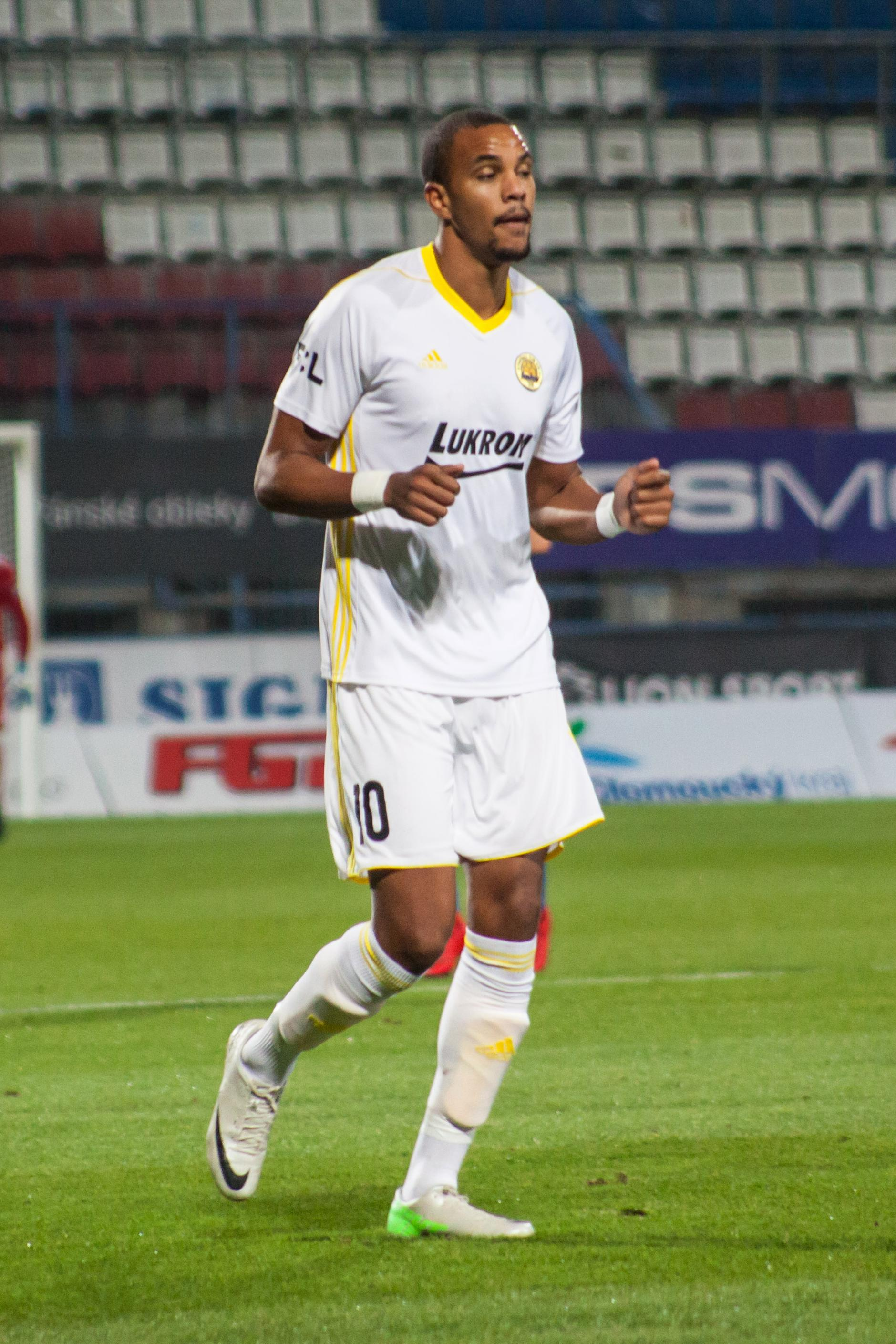
Jean-David Beauguel (2018)

Jean-David Beauguel (Straatsburg, 21 maart 1992) is een Frans voetballer die als aanvaller speelt.
Beauguel debuteerde op 31 augustus 2011 voor Toulouse FC als basisspeler in de na verlenging met 1-2 verloren wedstrijd in de Coupe de la Ligue tegen OGC Nice. Het was zijn enige optreden voor Toulouse waarvoor hij verder in de CFA 2 voor het tweede team uitkwam. Hij speelde in het seizoen 2012/13 in Tunesië voor Espérance Sportive de Tunis. In het seizoen 2013/14 kwam hij uit voor RKC Waalwijk. Met die club degradeerde hij op zondag 18 mei 2014 uit de erevisie na een nederlaag (over twee wedstrijden) tegen SBV Excelsior in de play-offs.
Hij tekende in juli 2014 een driejarig contract bij FK Dukla Praag. In januari 2017 ging Beauguel voor FC Fastav Zlín spelen. Begin 2019 ging hij naar FC Viktoria Pilsen. Beauguel ging in 2022 in Saoedi-Arabië voor Al-Wahda spelen.

## Carrièrestatistieken
| Seizoen         | Competitie      | Club               | Competitie | Competitie | Beker | Beker | Internationaal | Internationaal | Overig | Overig | Totaal | Totaal |
| Seizoen         | Competitie      | Club               | Wed.       | Dlp.       | Wed.  | Dlp.  | Wed.           | Dlp.           | Wed.   | Dlp.   | Wed.   | Dlp.   |
| --------------- | --------------- | ------------------ | ---------- | ---------- | ----- | ----- | -------------- | -------------- | ------ | ------ | ------ | ------ |
| 2011/12         | Ligue 1         | Toulouse FC        | 0          | 0          | 1     | 1     | -              | -              | 0      | 0      | 1      | 1      |
| 2013/14         | Eredivisie      | RKC Waalwijk       | 28         | 4          | 0     | 0     | -              | -              | 3      | 2      | 31     | 6      |
| 2014/15         | Fortuna liga    | FK Dukla Praag     | 27         | 8          | 0     | 0     | -              | -              | 0      | 0      | 27     | 8      |
| 2015/16         | Fortuna liga    | FK Dukla Praag     | 20         | 0          | 4     | 1     | -              | -              | 0      | 0      | 24     | 1      |
| 2016/17         | Fortuna liga    | FK Dukla Praag     | 14         | 1          | 2     | 0     | -              | -              | 0      | 0      | 16     | 1      |
| 2016/17         | Fortuna liga    | FC Fastav Zlín     | 7          | 2          | 2     | 0     | -              | -              | 0      | 0      | 9      | 2      |
| 2017/18         | Fortuna liga    | FC Fastav Zlín     | 11         | 3          | 1     | 0     | 1              | 0              | 1      | 1      | 14     | 4      |
| 2018/19         | Fortuna liga    | FC Fastav Zlín     | 18         | 9          | 2     | 0     | -              | -              | 0      | 0      | 20     | 9      |
| 2018/19         | Fortuna liga    | FC Viktoria Pilsen | 13         | 6          | 0     | 0     | 2              | 0              | 0      | 0      | 15     | 6      |
| 2019/20         | Fortuna liga    | FC Viktoria Pilsen | 21         | 6          | 4     | 1     | -              | -              | 0      | 0      | 25     | 7      |
| 2020/21         | Fortuna liga    | FC Viktoria Pilsen | 30         | 12         | 5     | 2     | 3              | 0              | 0      | 0      | 38     | 14     |
| 2021/22         | Fortuna liga    | FC Viktoria Pilsen | 1          | 1          | 0     | 0     | 2              | 0              | 0      | 0      | 3      | 1      |
| Carrière Totaal | Carrière Totaal | Carrière Totaal    | 190        | 52         | 21    | 5     | 8              | 0              | 4      | 3      | 223    | 60     |